# Yayoi Kobayashi
Yayoi Kobayashi (18 de setembro de 1981) é uma ex-futebolista japonesa que atuava como meia.

## Carreira
Yayoi Kobayashi representou a Seleção Japonesa de Futebol Feminino, nas Olimpíadas de 2004. 